# کنفرانس تغییرات اقلیمی سازمان ملل متحد ۲۰۲۱
کنفرانس تغییرات آب‌وهوایی سازمان ملل متحد ۲۰۲۱ (انگلیسی: 2021 United Nations Climate Change Conference) یا (COP26) بیست و ششمین کنفرانس تغییرات آب‌وهوایی سازمان ملل متحد است که بین ۳۱ اکتبر تا ۱۲ نوامبر ۲۰۲۱، به ریاست کشور بریتانیا، مرکز اس‌ئی‌سی در گلاسکو، در شهر گلاسکو، اسکاتلند برگزار می‌شود. این کنفرانس شامل بیست و ششمین کنفرانس طرفین (COP) کنوانسیون چارچوب پیمان‌نامه سازمان ملل در تغییر اقلیم (UNFCCC)، شانزدهمین نشست طرف‌های پروتکل کیوتو (CMP16) و سومین نشست طرف‌های گفتگو در توافقنامهٔ پاریس (CMA3) است. این همایش که ریاست آن را الوک شارما بر عهده دارد ابتدا قرار بود در نوامبر ۲۰۲۰ در همین مکان برگزار شود که به دلیل دنیاگیری کووید-۱۹ در اسکاتلند برگزاری آن به مدت دوازده ماه به تعویق افتاد.
در این کنفرانس برای اولین بار انتظار می‌رود که طرف‌های گفتگو متعهد به افزایش تعهداتی بیشتر از COP21 تاکنون شوند. برابر موافقتنامهٔ پاریس، طرفین موظفند هر پنج سال یکبار این فرایند را انجام دهند؛ فرآیندی که در اصطلاح به نام «مکانیسم چرخش تنها به یک‌سو» شناخته می‌شود.
راهپیمایی علیه اقدامات ناکافی در جریان در کنفرانس، و سایر مسائل مربوط به تغییرات آب و هوایی، به بزرگ‌ترین اعتراض در گلاسکو از زمان راهپیمایی‌های ضد جنگ عراق در سال ۲۰۰۳، با تجمعات اضافی در ۱۰۰ کشور دیگر تبدیل شد.

## ریاست همایش
بریتانیا ریاست COP26 را برعهده دارد. در ابتدا، وزیر امور انرژی و رشد پاک، کلر پری اونیل، به عنوان رئیس کنفرانس منصوب شده‌بود، اما وی در ۳۱ ژانویه ۲۰۲۰، چند ماه پس از اعلام انصراف از شرکت دوباره در انتخابات نمایندگی مجلس، به‌طور غیرمنتظره‌ای برکنار شد. نخست‌وزیر سابق دیوید کامرون و وزیر خارجه سابق ویلیام هیگ نیز از ایفای این نقش خودداری کردند. در ۱۳ فوریه ۲۰۲۰، وزیر تجارت، انرژی و استراتژی صنعتی الوک شارما به عنوان رئیس کنفرانس منصوب شد.در ۸ ژانویه ۲۰۲۱، کوما کوارتنگ به عنوان دبیر استراتژی تجاری، انرژی و صنعتی جانشین شارما شد و به دفتر کابینه منتقل شد تا شارما بتواند به‌طور تمام وقت بر ریاست کنفرانس تمرکز کند.
ایتالیا در راه‌اندازی همایش COP26 با بریتانیا شرکت دارد. در بیشتر موارد، نقش آنها در کارهای مقدماتی مانند میزبانی یک جلسه قبل از COP و یک رویداد برای جوانان به نام «Youth4Climate 2020: Driving Ambition» بود. این رویدادها بین ۲۸ سپتامبر و ۲ اکتبر ۲۰۲۰ در میلان در جریان بوده‌است.

## مهار با کلید کنترل
بر اساس توافقنامه پاریس، کشورها مشارکت‌های تعیین شدهٔ ملی خود را برای کاهش انتشار گازهای گلخانه‌ای در مقایسه با سناریوی «طبق معمول» ارائه کردند. در چارچوب توافقنامه پاریس، از هر کشوری انتظار می‌رفت که هر پنج سال یکبار کمک‌های تعیین شدهٔ ملی خود را ارائه دهد تا نتیجهٔ مطلوب برای کاهش تغییرات آب‌وهوایی افزایش یابد.از آنجا که توافقنامهٔ پاریس در سال ۲۰۱۵ امضا شد، در کنفرانس تغییرات آب‌وهوایی سازمان ملل متحد در سال ۲۰۱۵، این کنفرانس سال ۲۰۲۰ نخستین تکرار یا کلیک مکانیسم چرخ ضامن‌دار بود. تکرارهای آینده همچنین «ذخیرهٔ جهانی» را در نظر خواهد گرفت که نخستین آن در سال ۲۰۲۳ است.

## شهر میزبان
شوراهای محلی در گلاسکو و در حومهٔ آن قول داده‌اند که ۱۸ میلیون درخت در طول دههٔ پیش رو بکارند. در ۴ ژوئن ۲۰۲۱، ابتکار «ساعت آب و هوا»، با پرتاب نور شبانه بر روی برج تاریخی تالبوت استیپل نصب شد. آمار پیش‌بینی‌شدهٔ «ددلاین» و «لایف لاین» (خط مرگ و خط زندگی) به ترتیب پنجرهٔ زمانی قبل از اجتناب‌ناپذیر شدن گرمایش ۱٫۵ درجه سانتی‌گراد و درصد انرژی جهانی تحویل‌شده از طریق انرژی‌های تجدیدپذیر را محاسبه می‌کند. پردیس رویدادهای اسکاتلند (SEC)، معروف به منطقهٔ آبی، به‌طور موقت به قلمرو سازمان ملل تبدیل شد: مکان اصلی دیگر منطقه سبز در مرکز علمی گلاسکو است.

## شرکت در همایش
بیست و پنج هزار نماینده از ۲۰۰ کشور جهان در این همایش شرکت دارند.که در میان آن‌ها حدود ۱۲۰ تن از سران کشورها هستند.
در میان شرکت‌کنندگان برجسته و تأثیرگذار، جو بایدن، رئیس‌جمهور ایالات متحده، باراک اوباما، رئیس‌جمهور سابق آن کشور، گرتا تونبرگ، فعال سوئدی آب‌وهوا، و جاستین ترودو، نخست‌وزیر کانادا، و دیوید اتنبرو، مورخ طبیعی مجری انگلیسی؛ که به عنوان مدافع خلق COP26 نام گرفته، هستند. رئیس‌جمهور اندونزی جوکو ویدودو[۳۸]. رئیس‌جمهور اوکرائین ولادیمیر زلنسکی، صدر اعظم آلمان آنگلا مرکل، رئیس‌جمهور فرانسه امانوئل مکرون، رئیس‌جمهور مصر عبدالفتاح السیسی، نخست‌وزیر اسپانیا پدرو سانچز، نخست‌وزیر اسرائیل نفتالی بنت، نخست‌وزیر هلند مارک روته، نخست‌وزیر هند نارندرا مودی، نخست‌وزیر کانادا جاستین ترودو، نخست‌وزیر ژاپن فومیو کیشیدا،و رئیس‌جمهور اندونزی جوکو ویدودو
و بسیاری دیگر از سران و مقامات کشورها از جمله رهبران هند و ترکیه گفته‌اند که در همایش شرکت دارند.
دیوید اتنبرو، مجری انگلیسی و مورخ طبیعی، که به عنوان مدافع خلق COP26 انتخاب شده، در این نشست سخنرانی کرد.
نخست‌وزیر استرالیا اسکات موریسون در این همایش سخنرانی کرد. نخست‌وزیر چک آندری بابیش قانون پیشنهادی اتحادیه اروپا فوانین آماده برای ۵۵ (Fit for 55) را محکوم کرد و گفت که این اتحادیه «بدون مشارکت بزرگ‌ترین آلاینده‌ها مانند چین یا ایالات متحده نمی‌تواند به چیزی دست یابد».
شاهزاده چارلز شخصاً در مراسم افتتاحیه سخنرانی کرد. ملکه که با توصیهٔ پزشکان در استراحت به‌سر می‌برد، با پیام ویدئویی در کنفرانس سخنرانی کرد. بیل گیتس خواستار «انقلاب صنعتی سبز» برای غلبه بر بحران آب‌وهوا شد.
|ملکه]] که با توصیهٔ پزشکان در استراحت به‌سر می‌برد، با پیام ویدئویی در کنفرانس سخنرانی کرد. بیل گیتس خواستار «انقلاب صنعتی سبز» برای غلبه بر بحران آب‌وهوا شد.
در اواخر اکتبر ۲۰۲۱، شی جین پینگ، رهبر چین اعلام کرد که شخصاً در کنفرانس شرکت نخواهد کرد. به گفتهٔ رویتر در انتشار گازهای گلخانه‌ای چین بزرگ‌ترین کشور جهان است. بحران جهانی انرژی در سال ۲۰۲۱ فشارها را بر چین پیش از اجلاس آب و هوا COP26 تشدید کرده‌است. سران یا نخست‌وزیران کشورهای ژاپن، آفریقای جنوبی، روسیه، ایران، مکزیک، برزیل، ترکیه و واتیکان در ملاقات‌ها تا کنون شرکت نداشته‌اند.
رئیس‌جمهور روسیه ولادیمیر پوتین گفت که عدم حضور وی به دلیل نگرانی‌های مربوط به همه‌گیری کووید-۱۹ بوده‌است. انتظار می‌رفت که رجب طیب اردوغان، رئیس‌جمهور ترکیه در این مراسم شرکت کند، اما به دلیل اینکه درخواست پروتکل امنیتی وی رد شد، شرکت نکرد.

## توافق دوجانبه ایالات متحده و چین
چین و ایالات متحده یک بیانیه مشترک در مورد تقویت اقدامات آب‌وهوایی در گلاسکو منتشر کردند که در آن متعهد شده‌اند برای " به نتیجه رسیدن چالش‌های پیش رو، در اقدامات متعادل و فراگیر در کاهش (انتشار گازهای گلخانه‌ای)، در همیاری و حمایت مالی از کشورهای فقیر با یکدیگر همکاری کنند. آنها تشکیل یک گروه کاری دوجانبه را اعلام کردند و متعهد شده‌اند که "اقدامات افزودهٔ بیشتری را برای افزایش هدف‌ها در طول دههٔ ۲۰۲۰ انجام دهند".

## اعتراضات
در تظاهرات اعتراضی که با حضور هزاران نفر از جوانان و فعالان محیط زیست و دانش‌آموزان در یکی از میدان‌های اصلی گلاسکو برگزار شد، گرتا تونبرگ و ونسا ناکاته فعال محیط زیست اوگاندایی، سخنرانی کردند. تونبرگ در این سخنرانی، کاپ ۲۶ را یک شکست توصیف کرد و گفت باید سریع و جدی برای کاهش گازهای گلخانه‌ای اقدام شود. حاضران در تظاهرات به مسائلی مانند ترجیح منافع شرکت‌ها به حفظ محیط زیست و شکست سیاستمداران در رسیدگی به وضعیت اضطراری آب و هوا معترض بودند و از دولت‌ها خواستند به جای اجلاس فوراً برای کنترل گرمایش زمین اقدام کنند. به باور فعالان جوان محیط زیست، رهبران جهان و صاحبان تجارت‌های بزرگ به آنان بی‌توجه هستند.

## مذاکرات
اجلاس سران جهان در ۱ و ۲ نوامبر برگزار شد و هر یک از رهبران بیانیهٔ ملی خود را ارائه کردند.
هدف مهم سازمان دهندگان کنفرانس نگهداشتن افزایش دمای ۱٫۵ درجه سانتیگراد (۲٫۷ درجه فارنهایت) را قابل دسترسی ساختن است. به گفته بی‌بی‌سی مذاکره‌کنندگانی که ممکن است برای معامله کلیدی باشند عبارتند از ژی ژنهوا، ایمن شاسلی، شیخ حسینه و ترزا ریبرا.
چین اعلام کرد که قصد دارد CO2 را تا انتشار پیش از ۲۰۳۰ به اوج برساند و تبدیل شدن به کربن خنثی تا سال ۲۰۶۰.

### جنگل‌زدایی

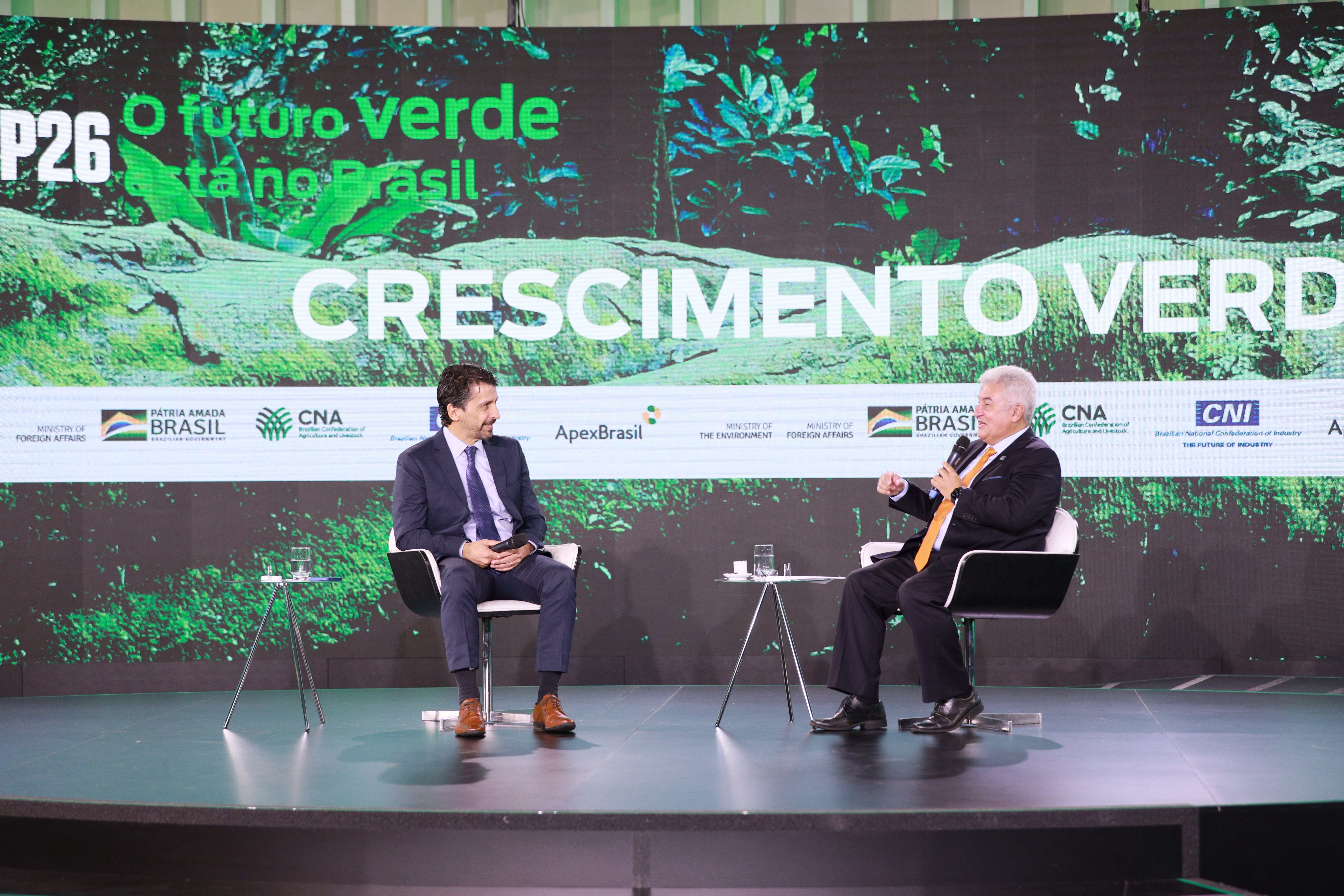
برزیل که ۶۰ درصد از جنگل‌های آمازون را در خود جای داده، پذیرفته‌است که تا سال ۲۰۳۰ جنگل‌زدایی را متوقف و جریان آن را معکوس کند.

رهبران بیش از ۱۰۰ کشور با داشتن حدود ۸۵ درصد از جنگل‌های جهان، از جمله کانادا، روسیه، جمهوری دموکراتیک کنگو و ایالات متحده، موافقت کردند که جنگل‌زدایی را تا سال ۲۰۳۰ پایان دهند و توافق مشابه سال ۲۰۱۴ در این مورد را؛ با افزودن برزیل و اندونزی، و اختصاص مشاغل و منابع مالی بیشتری به این مسئله، بهبود بخشیدند. امضاکنندگان توافقنامه ۲۰۱۴، اعلامیه نیویورک در مورد جنگل‌ها، متعهد شدند تا سال ۲۰۲۰ جنگل زدایی را به نصف برسانند و تا سال ۲۰۳۰ به آن پایان دهند، اما در دوره ۲۰۱۴–۲۰۲۰، جنگل زدایی افزایش یافت.

### ماده ۶
ماده ۶ موافقتنامه پاریس که قوانین بازار بین‌المللی کربن (مانند درختان در توافقنامه جنگل زدایی) و سایر اشکال همکاری بین‌المللی را تشریح می‌کند، مورد بحث است زیرا این آخرین بخش آیین‌نامه است که در انتظار نهایی شدن باقی مانده‌است. اگرچه طرفین در اصل توافق کرده‌بودند که از شمارش مضاعف کاهش انتشار در موجودی گازهای گلخانه‌ای بیش از یک کشور اجتناب کنند، اما هنوز مشخص نیست که دقیقاً چه مقدار شمارش مضاعف محسوب می‌شود. انتقال اعتبارات کربن قبل از سال ۲۰۲۰ کیوتو مورد بحث قرار خواهد گرفت، اما بسیار بعید است که مورد توافق قرار گیرد. بنابراین قوانین ماده ۶ می‌تواند تفاوت بزرگی در انتشار گازهای گلخانه‌ای در آینده ایجاد کند.